# میک شوماخر
میک شوماخر (تلفظ آلمانی: [ˈmɪk ˈʃu:maxɐ]; متولد ۲۲ مارس ۱۹۹۹)، یک راننده مسابقات اتومبیل رانی اهل کشور آلمان است. او در سال ۲۰۲۲ و ۲۰۲۱ برای تیم فرمول یک هاس در مسابقات فرمول یک رانندگی کرد ولی به علت عملکرد نه زیاد جالب اخراج شد ولی مرسدس او را به عنوان راننده سوم یا ذخیره به خدمت گرفت . همچنین او پسر قهرمان هفت دوره جهان میشائیل شوماخر و برادر زاده رالف شوماخر است.

## زندگی شخصی
شوماخر فرزند قهرمان هفت دوره فرمول یک جهان، مایکل شوماخر و قهرمان سوارکاری در اروپا، کورینا شوماخر است. عموی او رالف شوماخر یک راننده بازنشسته مسابقه است. پسر عموی وی دیوید شوماخر نیز راننده مسابقات فرمول یک است. شوماخر در سوئیس به دنیا آمد و بزرگ شد، تا سال ۲۰۰۸ در وفلنس-له شاتو زندگی کرد و سپس در گلان به زندگی پرداخت.

## حرفه
شوماخر فعالیت خود را در اتومبیلرانی در سال ۲۰۰۸ آغاز کرد. برای جلوگیری از توجه به دلیل مشهور بودن پدرش، وی کار خود را با نام مستعار 'Mick Betsch' ، با استفاده از نام خانوادگی مادرش آغاز کرد.

### کارتینگ
در سال ۲۰۱۱ و ۲۰۱۲ شوماخر در کلاس KF3 از مسابقات کارت مستر ADAC رانندگی کرد و به ترتیب در رتبه ۹ و ۷ به پایان رساند. در مسابقات قهرمانی یورو وینچر کلاس KF3 در سال ۲۰۱۱ و ۲۰۱۲ سوم و در سال ۲۰۱۲ در مسابقات قهرمانی KF3 Kart DMV سوم شد. در سال ۲۰۱۳ او در مسابقات قهرمانی کارتینگ نوجوانان آلمان ، و مسابقات قهرمانی سوپرجام CIK-FIA KF سوم شد. در سال ۲۰۱۴ ، شوماخر با استفاده از نام "میک جونیور" ، و در مسابقات قهرمانی بین‌المللی و ملی نوجوانان شروع به کار کرد. گرچه او در کارتینگ با نام خانوادگی واقعی خود شرکت نکرد ، اما مطبوعات بین‌المللی موفقیت های او در کارتینگ را دنبال می کردند.

### فرمول ۳
در نوامبر ۲۰۱۶ ، شوماخر با حضور در مسابقات قهرمانی MRF Challenge ، که در هند مستقر است، اولین حضور خود را در ماشین فرمول ۳ را تجربه کرد. او در کلاس بالاتر فرمول 2000 شرکت کرد و با بدست آوردن ۴ پیروزی ، ۹ سکو و ۲ پول پوزیشن ، این مسابقات را در جایگاه سوم به پایان رساند. شوماخر پشت سر هریسون نیوی و جوی ماوسون قرار گرفت.

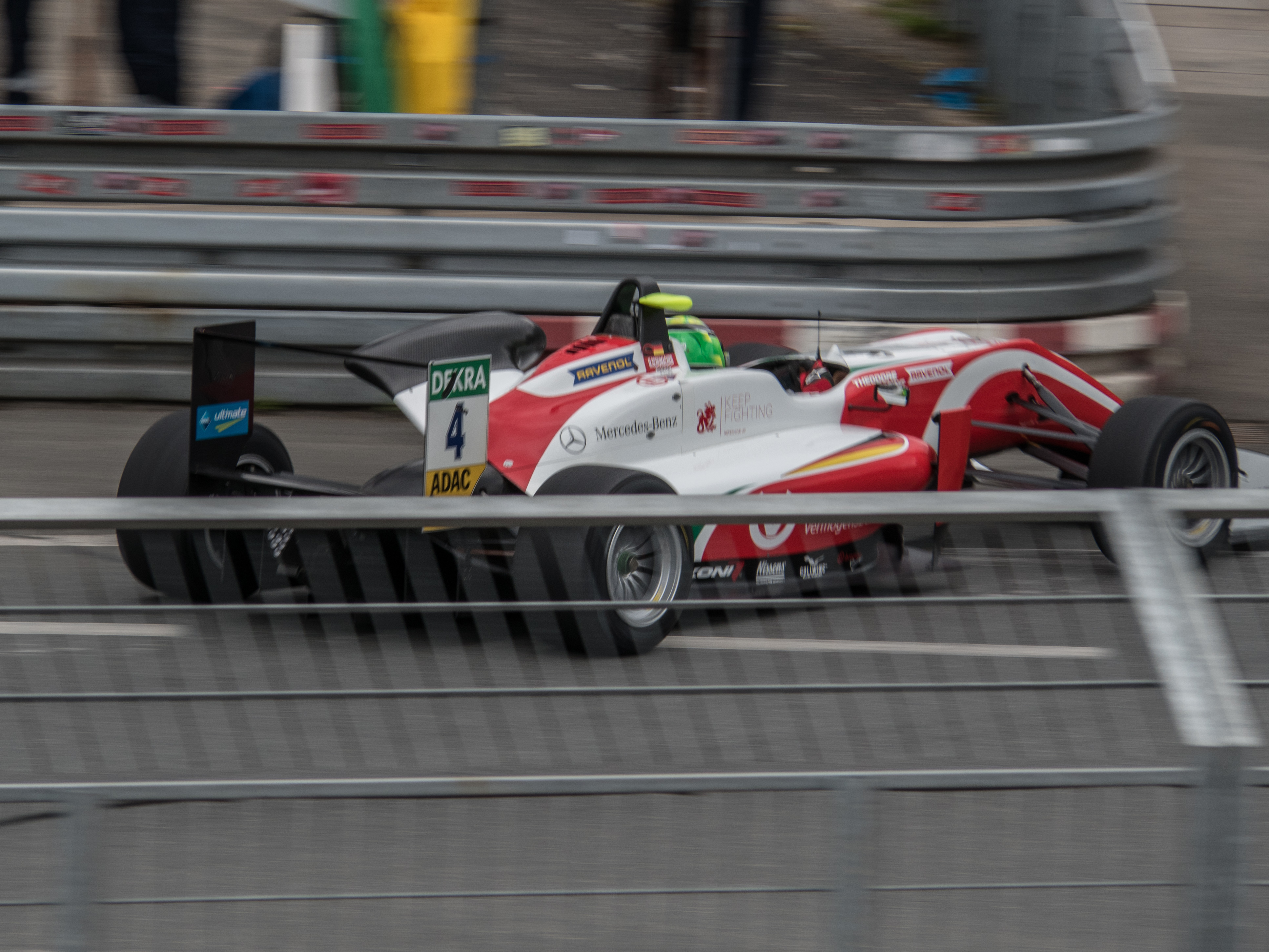
میک شوماخر در حال رانندگی در مسابقات فرمول ۳ در سال ۲۰۱۸

در آوریل ۲۰۱۷ ، شوماخر اولین حضور خود را در مسابقات قهرمانی اروپا در فرمول ۳ با تیم پرما پاوریم انجام داد. او فصل را در جایگاه دوازدهم به پایان رساند ، بهترین عنوان او مقام ۳ در مونزا بود. شوماخر از بین چهار راننده پرما، کمترین امتیاز را به دست آورد. با این حال سومین تازه وارد با بهترین موقعیت در مسابقات قهرمانی بود.
شوماخر در مسابقات قهرمانی سال ۲۰۱۸ به رانندگی برای پرما ادامه داد. او شروع ضعیفی در ابتدای این فصل را تجربه کرد و سرانجام اولین پیروزی خود را در پانزدهمین مسابقه فصل در پیست اسپا، تقریباً در نیم فصل بدست آورد. قبل از این مسابقه ، او در جایگاه دهم مسابقات قهرمانی قرار گرفته بود و ۶۷ امتیاز عقبتر از دنی تیکتوم، صدرنشین جدول قهرمانی قرار گرفته بود. با این حال ، شوماخر با کسب هفت پیروزی دیگر ، از جمله پنج مسابقه پی در پی ، در نیم فصل پایانی صعود چشمگیری در جدول داشت. وی با کسب هشت پیروزی ، چهارده سکو ، هفت پول پوزیشن و چهار دور سریع ، فصل را به عنوان قهرمان به پایان برد.

### فرمول ۲
شوماخر در سال ۲۰۱۸، برای شرکت در مسابقات قهرمانی فرمول ۲ به تیم پرما ریسینگ پیوست.

### فرمول یک
میک شوماخر در تاریخ ۱۹ ژانویه ۲۰۱۹ به عنوان راننده آکادمی رانندگان فراری انتخاب شد.
در ۲ آوریل ۲۰۱۹ ، میک شوماخر اولین بار پشت فرمان اتومبیل فرمول یک قرار گرفت و در اولین روز آزمایش فصلی اسکودریا فراری SF90 در اولین روز تست فصلی در پیست بین‌المللی بحرین رانندگی کرد. در طول جلسه صبحگاهی تست ، شوماخر بهترین زمان شخصی ۱: ۳۲.۵۵۲ را در ۳۰ دور ثبت کرد و پس از دو بار توقف به دلیل بارندگی ، او را در میان سایر رانندگان در رده ششم قرار گرفت. در ساعات باقیمانده روز ، شوماخر ۲۶ دور دیگر زد تا زمان نهایی ۱۲۹.۹۷۶:۱ را با نرمترین ترکیب تایر ثبت کرد ، که سریعترین زمان باقی مانده بود تا اینکه ۵ دقیقه بعد مکس ورستپن از تیم مسابقه ردبول یک دور ۱: ۲۹.۳۷۹ را ثبت کرد. بعد از جلسه آزمون روز سه شنبه ، شوماخر گفت که با اسکودریا فراری احساس می کند در خانه است و اولین رانندگی خود را دوست داشت.
وی گفت: "من واقعاً امروز لذت بردم." "از همان لحظه اول احساس کردم که در خانه هستم و در آنجا بسیاری از افراد حضور داشتند که من را از همان دوران کوچکی می شناختند. SF90 به دلیل قدرتی که دارد باورنکردنی است اما رانندگی آن نیز نرم است و به همین دلیل از این کار لذت کافی را بردم. "شوماخر افزود که تحت تأثیر قدرت ترمزگیری یک ماشین مدرن فرمول یک قرار گرفته است. وی گفت من می خواهم بگویم از فراری برای این فرصت باورنکردنی متشکرم." شوماخر قرار بود روز بعد تست های فصلی را برای تیم آلفارومئو انجام دهد.
شوماخر قرار بود اولین تمرین خود در فرمول یک را در جایزه بزرگ ایفل ۲۰۲۰ را در اولین جلسه تمرین انجام دهد و به جای آنتونیو جوویناتزی برای آلفارومئو رانندگی کند. به دلیل شرایط بد آب و هوایی ، جلسه لغو شد. شوماخر اولین تمرین خود در فرمول یک را در جایزه بزرگ ابوظبی در سال ۲۰۲۰ در اولین جلسه تمرین انجام داد و برای هاس رانندگی کرد.

### هاس (۲۰۲۱-)
شوماخر پس از امضای یک قرارداد چند ساله ، قرار است در کنار نیکیتا مازپین برای تیم فرمول یک هاس رانندگی کند. شماره اتومبیل وی در مسابقات فرمول یک فصل ۲۰۲۱، ۴۷ است. بعد از مسابقه فصل فرمول یک در ابوظبی، ماتیا بینوتو، مدیر تیم اسکودریا فراری گفت که انتظار دارد شوماخر یک فصل "بسیار سخت" داشته باشد، اما افزود که او معتقد است که می تواند از اوایل فصل ۲۰۲۳ برای فراری رانندگی کند.

## نتایج کامل در مسابقات فرمول یک
(کلید) (مسابقاتی که به‌صورت پررنگ نوشته شده‌اند نشانگر پول پوزیشن، و مسابقه‌هایی که به‌صورت ایتالیک نوشته شده‌اند نشانگر سریع‌ترین دور هستند)
| سال  | تیم                        | شاسی                   | موتور                     | ۱        | ۲            | ۳           | ۴          | ۵         | ۶            | ۷         | ۸            | ۹         | ۱۰          | ۱۱          | ۱۲        | ۱۳          | ۱۴         | ۱۵       | ۱۶       | ۱۷          | ۱۸        | ۱۹         | ۲۰     | ۲۱         | ۲۲        | امتیاز | ق.ر.     |
| ---- | -------------------------- | ---------------------- | ------------------------- | -------- | ------------ | ----------- | ---------- | --------- | ------------ | --------- | ------------ | --------- | ----------- | ----------- | --------- | ----------- | ---------- | -------- | -------- | ----------- | --------- | ---------- | ------ | ---------- | --------- | ------ | -------- |
| ۲۰۲۰ | آلفا رومئو ریسینگ اورلن    | آلفا رومئو ریسینگ سی۳۹ | فراری ۰۶۵ ۱٫۶ وی۶ توربو   | اتریش    | اشتیریا      | مجارستان    | بریتانیا   | ۷۰مین     | اسپانیا      | بلژیک     | ایتالیا      | توسکانی   | روسیه       | ایفل ر.آ.   | پرتغال    | ایمولا      | ترکیه      | بحرین    | صخیر     |             |           |            |        |            |           | –      | –        |
| ۲۰۲۰ | تیم فرمول یک هاس           | هاس وی‌اف-۲۰            | فراری ۰۶۵ ۱٫۶ وی۶ توربو   |          |              |             |            |           |              |           |              |           |             |             |           |             |            |          |          | ابوظبی ر.آ. |           |            |        |            |           | –      | –        |
| ۲۰۲۱ | تیم فرمول یک اورالکالی هاس | هاس وی‌اف-۲۱            | فراری ۰۶۵/۶ ۱٫۶ وی۶ توربو | بحرین ۱۶ | امیلیا ۱۶    | پرتعال ۱۷   | اسپانیا ۱۸ | موناکو ۱۸ | آذربایجان ۱۳ | فرانسه ۱۹ | اشتیریا ۱۶   | اتریش ۱۸  | بریتانیا ۱۸ | مجارستان ۱۲ | بلژیک ۱۶  | هلند ۱۸     | ایتالیا ۱۵ | روسیه ب. | ترکیه ۱۹ | آمریکا ۱۶   | مکزیکو ب. | سائو پ. ۱۸ | قطر ۱۶ | عربستان ب. | ابوظبی ۱۴ | ۰      | نوزدهم   |
| ۲۰۲۲ | تیم فرمول یک هاس           | هاس وی‌اف-۲۲            | فراری ۰۶۶/۷ ۱٫۶ وی۶ توربو | بحرین ۱۱ | عربستان ک.ک. | استرالیا ۱۳ | امیلیا ۱۷  | میامی ۱۵  | اسپانیا ۱۴   | موناکو ب. | آذربایجان ۱۴ | کانادا ب. | بریتانیا ۸  | اتریش ۶     | فرانسه ۱۵ | مجارستان ۱۴ | بلژیک ۱۷   | هلند     | ایتالیا  | سنگاپور     | ژاپن      | آمریکا     | مکزیکو | سائو پ.    | ابوظبی    | ۱۲*    | پانزدهم* |

یادداشت‌ها
- * – فصل هنوز در جریان است.
- † – راننده گراند پری را به پایان نرسانده، اما از آنجا که بیش از ۹۰٪ از مسافت مسابقه را طی کرده‌است، در رده‌بندی قرار گرفته‌است.